# 肯伍德 (加利福尼亞州)
肯伍德（英語：Kenwood）是位於美國加利福尼亞州索諾馬縣的一個人口普查指定地區。

## 地理
肯伍德的座標為38°24′50″N 122°30′26″W / 38.41389°N 122.50722°W，而該地最高點為海拔高度129米（即423英尺）。

## 人口
根據2010年美國人口普查的數據，肯伍德的面積為13.371平方千米，當中陸地面積為13.371平方千米，而水域面積為0.000平方千米。當地共有人口1028人，而人口密度為每平方千米76人。